# تاريخ اليهود في روسيا

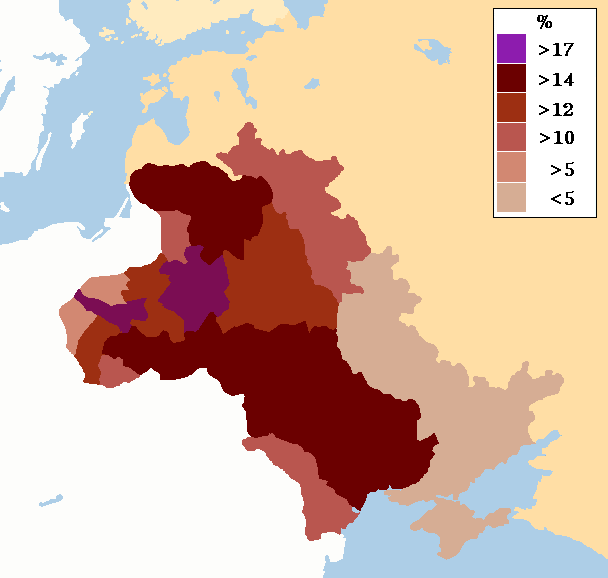
خريطة مناطق الاستيطان ،اليهودي في الإمبراطورية الروسية وكثافة اللون يدل على نسبة السكان اليهود

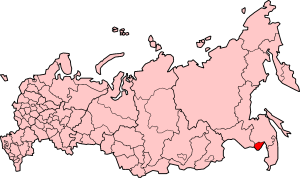
الأوبلاست اليهودية ذاتية الحكم على خريطة روسيا

اليهود في الإمبراطورية الروسية يشكلون جزءا كبيرا من تاريخ الشتات اليهودي ففي إحدى الفترات، استضافت الأراضي الشاسعة من الإمبراطورية الروسية أكبر عدد من اليهود في العالم. وكان اليهود، بخاصة الأشكناز قد استوطنوا مناطق مختلفة حدث فيها ازدهار وتطور وبخاصة نشوء لاهوتية يهودية حديثة أكثر بالإضافة للتقاليد والثقافة، بنفس الوقت واجهوا فترات من  العداء للسامية وسياسات التمييز والاضطهاد. أكبر مجموعة بين اليهود الروس هم اليهود الأشكناز، ولكن يشتمل المجتمع الروسي عددا كبيرا من الأشكال الأخرى من الشتات اليهود  مثل يهود الجبل، اليهود السفارديون، يهود القرم، الكريماشاك، واليهود الجورجيون.

## ما قبل الإمبراطورية القيصرية
يعود وجود اليهود في الجزء الأوروبي من روسيا إلى ما بين القرن السابع 7 والقرن 14 الميلادي. في القرنين 11 و 12، كان يفرض على يهود كييف، أوكرانيا اليوم، أن يسكنوا في أحياء محددة منفصلة. أول دليل لوجود الشعب اليهودي في موسكو الروسيا هو ما وثق في سجلات 1471.

## الإمبراطورية القيصرية
كذلك في عهد كاترين الثانية في القرن الثامن، إقتصر سكن اليهود على مناطق استيطان محددة في روسيا. القيصر ألكسندر الثالث معاداته لليهود ففي 1880،  اجتاحت المذابح مناطق مختلفة من الإمبراطورية لعدة عقود. أكثر من مليونَي يهودي فرّوا من روسيا بين 1880 و 1920، معظمهم إلى الولايات المتحدة وإلى ما يسمى اليوم بدولة إسرائيل على أراضي فلسطين.

## الثورة البلشفية
قبل عام 1917 كانت هناك 300,000 صهيوني في روسيا، بينما كان عدد اليهودي التابعين للمنظمة الاشتراكية، بوند، لا يتجاوز 33,000 عضو. بينما انضم 958 يهودي فقط إلى الحزب البلشفي قبل عام 1917 في حين الآلاف انضموا بعد الثورة.:565 زادت معاداة السامية بسبب الاضطرابات الاجتماعية التي نتجت عن فوضى الحرب العالمية الأولى، ثورتي فبراير / شباط وتشرين الأول / أكتوبر والحرب الأهلية الروسية. قتل 150,000 يهودي في مذابح 1918-192، منهم 125,000 في أوكرانيا،25,000 في بيلاروسيا. تعتبر هذه من أكبر مذابح اليهود في أوروزبا حتى ذلك الوقت. قام بالمذابح بمعظمها قوات ضد الشيوعية، وفي بعض الأحيان قام بها الجيش الأحمر.

## فترة السوفييت

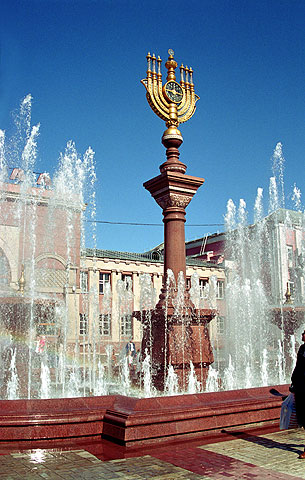
الشمعدان اليهوي يزين إحدى ساحات بيروبيدجان في منطقة الحكم الذاتي اليهودي في روسيا

بعد فترة قصيرة من الارتباك، بدأ السوفييت محاكمة من يقوم بقتل اليهود حتى أنهم حلوا فرق الجيش التي هاجمت اليهود. بقيت بعض المذابح ترتكب وحدات من الجيش الأحمر الأكرانية خلال انسحابه من بولندا في عام 1920. اعتبر اليهود آن الجيش الأحمر هو القوة الوحيدة التي كانت قادرة على الدفاع عنهم. صدمت مذابح الحرب الأهلية الروسية يهود العالم وانشم العديد من اليهود إلى الجيش الأحمر السوفييتي، كما عزز الرغبة في إنشاء وطن للشعب اليهودي.
في آب / أغسطس عام 1919اعتقلت  الحكومة السوفيتية العديد من الحاخامات، كما استولوا على ممتلكات اليهود، بما في ذلك المعابد وحلوا العديد من المجتمعات اليهودية. سمى القسم اليهودي من الحزب الشيوعي استخدام اللغة العبرية «بعمل رجعي» و «نخبوي» وأصبح تدريس اللغة العبرية محظورة. وتم اضطهد الصهاينة بقسوة وكان اليهود الشيوعيين قادة الهجمات.
في أعقاب الحرب الأهلية ومع البلشفية الجديدة أتخذ سياسات الحكومة أنتجت ازدهار العلمانية الثقافة اليهودية في روسيا البيضاء وأوكرانيا الغربية في 1920s.  منعت الحكومة السوفيتية جميع مظاهر معاداة السامية، وعاقبت استخدام الكلمات الازدرائية مثل жид («ياد») بسجن يصل إلى سنة واحدة،  وحاولت تحديث المجتمع اليهودي من خلال إنشاء 1,100 مدرسة تدرس باللغة الييدية، 40 مدرسة بالغة اليديشية وسمحت باصدار صحف بالعبرانية وتسوية وضع مزارع اليهود في أوكرانيا وشبه جزيرة القرم. تضاعف عدد اليهود العاملين في الصناعة أكثر من الضعف بين عامي 1926 و 1931.:567 في بداية 1930 وصل عدد اليهود إلى 1.8 في المئة من عدد السكان السوفياتي وكان 12-15% منهم من طلاب الجامعة.
في عام 1934 أنشأ الاتحاد السوفياتي الحكم الذاتي اليهودي (أوبلاست) في الشرق الأقصى الروسي، ولكن لم يصبح اليهود أغلبية فيها. اليوم، تعتبر الجاو الأوبلاست الوحيد ذات حكم ذاتي يهودي بصفة رسمبة حصة من اليهود في الاتحاد السوفيتي النخبة الحاكمة انخفضت خلال 1930, ولكن كان لا يزال أكثر من ضعف نسبتهم في العام السوفياتي السكان. واستنادا إلى المؤرخ الإسرائيلي بنيامين «بينكس»، «يمكننا القول أن اليهود في الاتحاد السوفياتي تولى موقف متميز، عقدت سابقا من قبل الألمان في روسيا القيصرية».:83
في الثلاثنيات، حمل العديد من اليهود رتب عالية في الجيش الأحمر القيادة العليا منهم الجنرالات أيونا ياكير، يان غمارنيك، ياكوف سموشسكيفيكش (قائد القوات الجوية السوفيتية) غريغوري شتيرن (القائد العام في الحرب ضد اليابان وقائد في الجبهة في حرب الشتاء).:84 خلال الحرب العالمية الثانية ما يقدر بنحو 500,000 جندي في الجيش الأحمر كانو من اليهود، قتل حوالي 200,000 في المعارك. تلقى حوالي 160,000 منهم أوسمة كما وصل مئة رتب عليا في الجيش الأحمر. حصل أكثر من 150يهودي على وسام أبطال الاتحاد السوفياتي، وهي أعلى جائزة في البلاد.

## التركيبة السكانية التاريخية لليهود في روسيا
| العام              | السكان اليهود (بما في ذلك وشوم) | ملاحظات |
| ------------------ | ------------------------------- | --- |
| 1914               | أكثر من 5,250,000               | الإمبراطورية الروسية |
| 1926               | 2,672,499                       | أول اتحاد الإحصاء الاتحاد السوفياتي نتيجة تغيير الحدود (الانفصال من بولندا والاتحاد من بيسارابيا مع رومانيا) الهجرة والاستيعاب. |
| 1939               | 3,028,538                       | نتيجة النمو الطبيعي والهجرة والاستيعاب والقمع                                                                                   |
| في أوائل عام 1941، | 5,400,000                       | نتيجة ضم غرب أوكرانيا وروسيا البيضاء، جمهوريات البلطيق، تدفق اللاجئين اليهود من بولندا                                          |
| 1959               | 2,279,277                       | انظر المحرقة والهجرة إلى إسرائيل.                                                                                               |
| 1970               | 2,166,026                       | نتيجة الانخفاض الطبيعي للسكان (الموت معدلات أكبر من معدلات المواليد), الهجرة والاستيعاب (مثل الزواج)                            |
| 1979               | 1,830,317                       | الانخفاض لنفس السبب أما بالنسبة 1970                                                                                            |
| 1989               | 1,479,732                       | السوفياتي التعداد. النهائية للتعداد في الاتحاد السوفياتي كله. الانخفاض لنفس السبب أما بالنسبة 1970.                             |
| 2000               | 460,000                         | نتيجة الهجرة الجماعية الطبيعية انخفاض عدد السكان، والاستيعاب.                                                                   |

## معرض صور

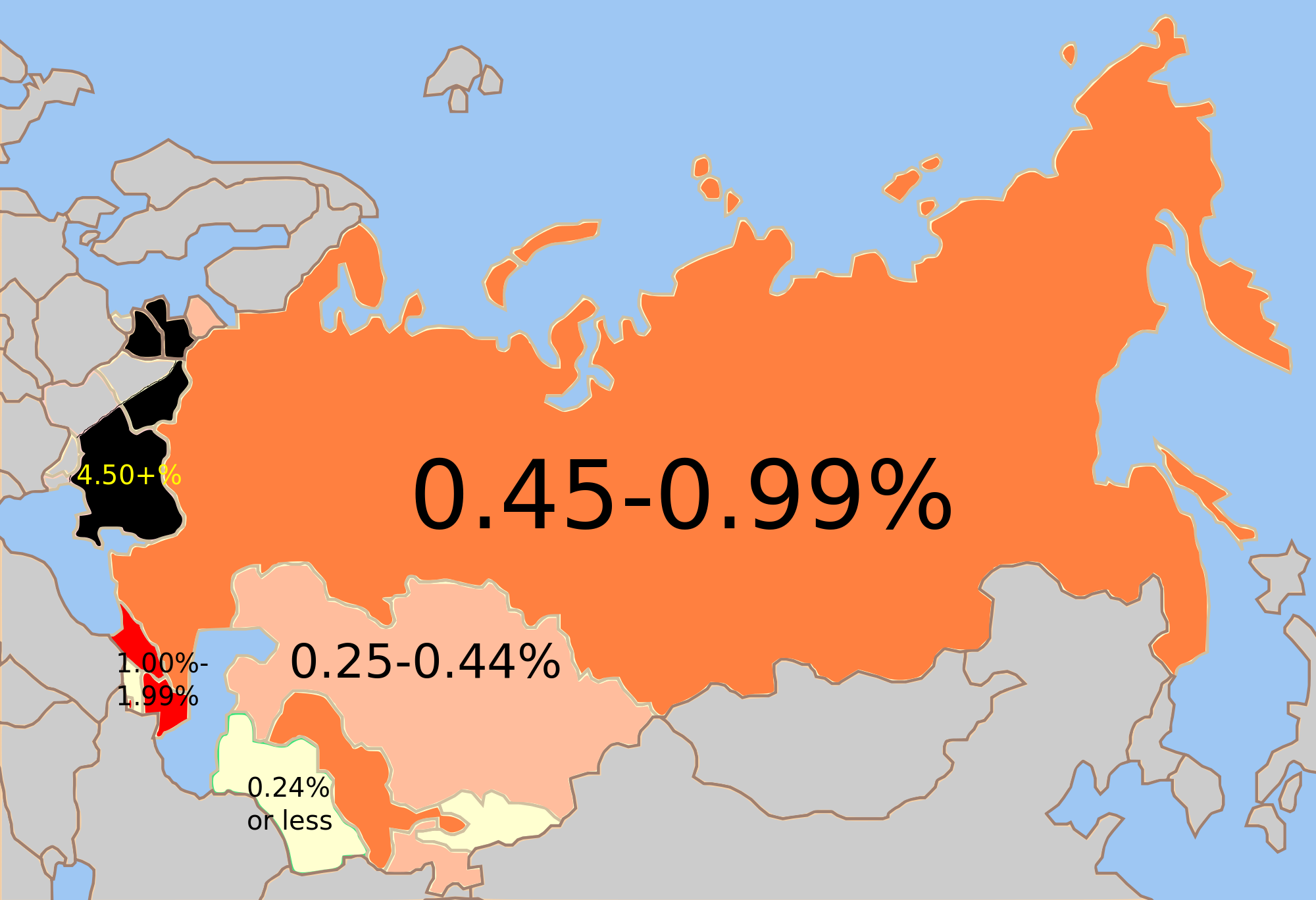
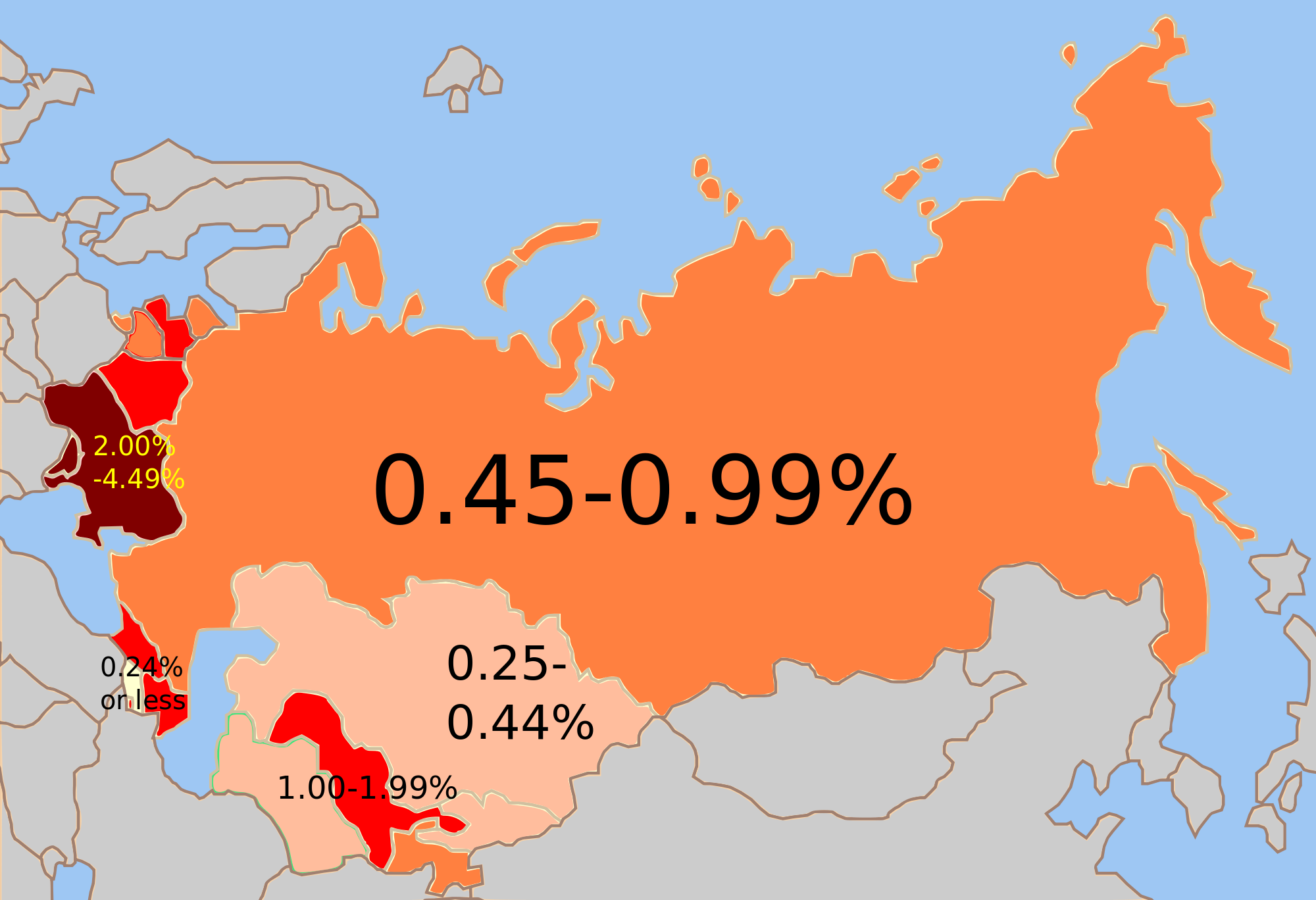
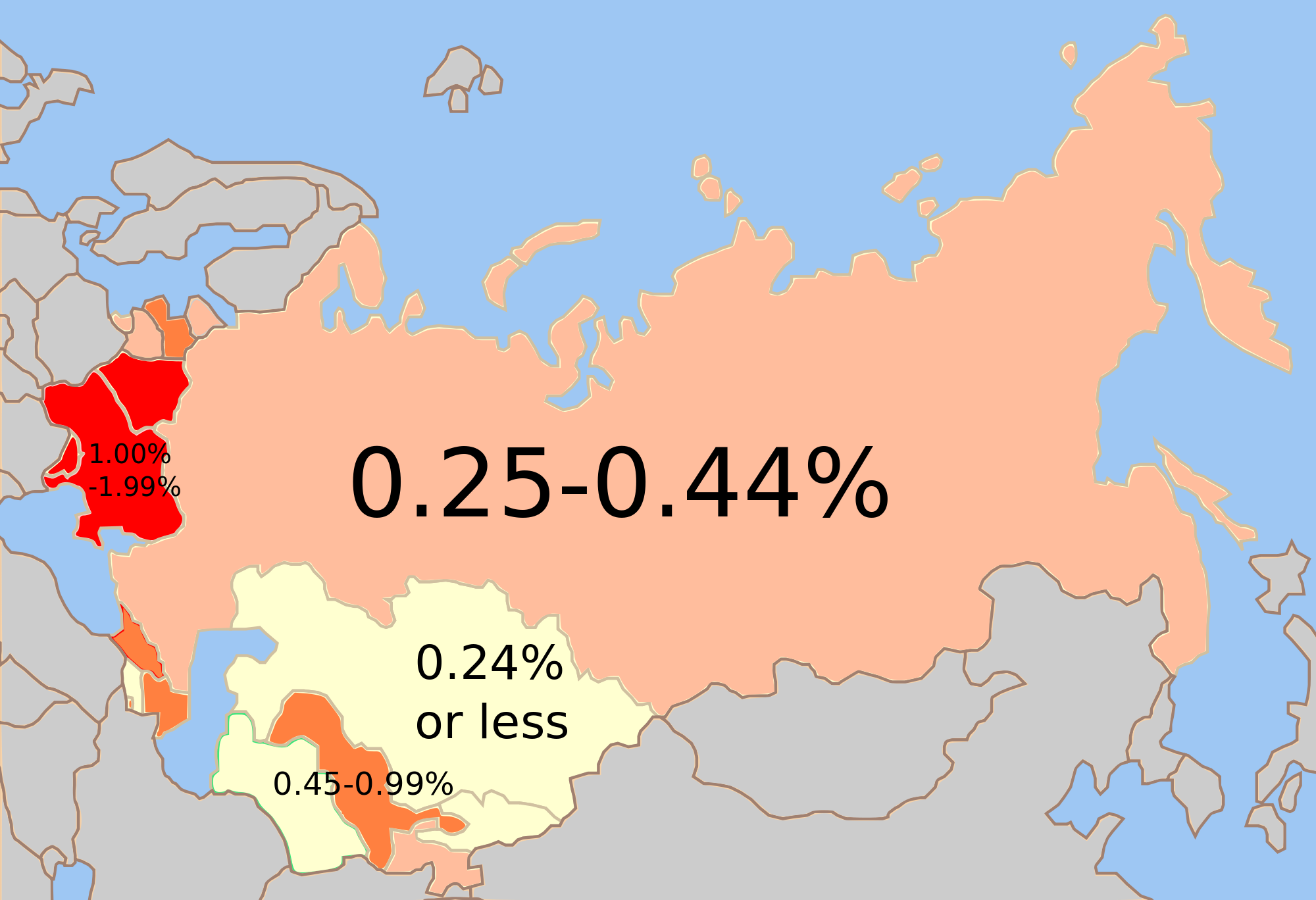